# Matías Lequi
Matías Emanuel Lequi, född 31 maj 1981 i Rosario i Argentina, är en argentinsk fotbollsspelare som för närvarande spelar för All Boys i Primera División de Argentina.

## Meriter
- Clausura: 2002, 2003 (med River Plate)